# Атанаріх
Атанаріх, рідше Атанарик, Афанаріх (? — 5 січня 381) — король кількох гілок вестготів (тервінгів) у IV столітті. Був язичником та за свого правління переслідував та вбивав християн.
Його суперником був інший військовий керівник тервінгів Фрітігерн, який зазнав поразки. Перша згадка про Атанаріха датована 369 роком, коли він мав бій із імператором Східної Римської імперії Валентом, після чого зумів укласти вигідний для свого народу мирний договір.
Під час його правління тервінги поділились, сповідуючи різну віру. Частина з них прийняла аріанське християнство, інші на чолі з Атанаріхом продовжували сповідувати германську язичницьку віру.

## Боротьба з Фрітігерном
Сократ Схоласт, Созомен і Зосима у своїх творах описують конфлікт між Атанаріхом і Фрітігерном. Амміан Марцеллін і Філосторгій не згадують про цей конфлікт.
Відповідно до праці Сократа, Фрітігерн і Атанаріх були суперниками. Оскільки Атанаріх мав перевагу, Фрітігерн попросив допомогу римлян в імператора Валента. Військо Фрітігерна та римська армія перемогли військо Атанаріха, тому Фрітігерн прийняв ту віру, яку сповідував Валент.